# 2015 KG163

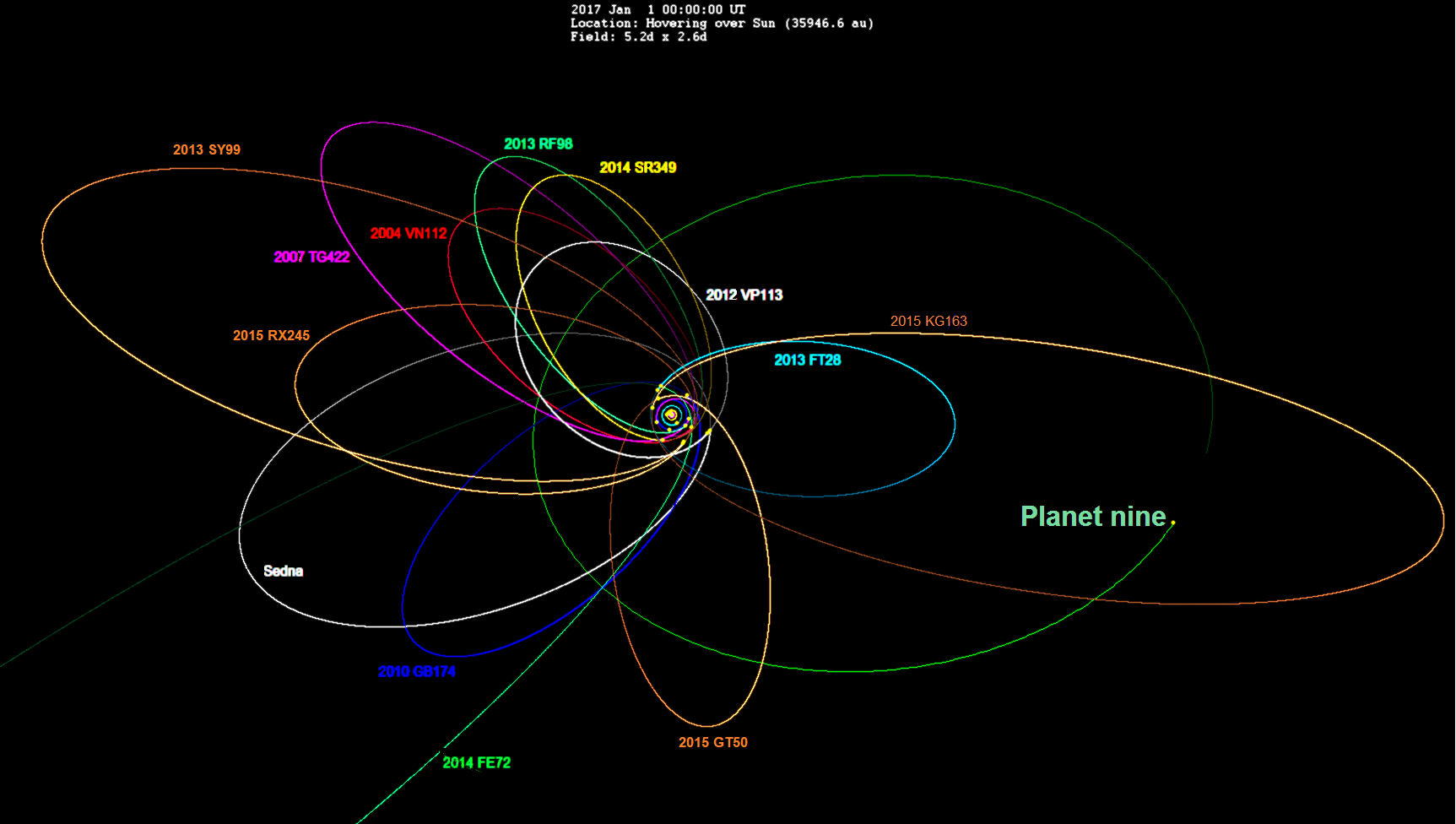
Quỹ đạo của 2015 KG163 (màu cam) trùng với quỹ đạo của Hành tinh thứ chín.

2015 KG163, còn được biết đến là o5m52, là một thiên thể bên ngoài Hải Vương tinh ở vùng rìa ngoài của Hệ Mặt Trời, có đường kính khoảng 102 km. Nó được quan sát lần đầu vào ngày 24 tháng 5 năm 2013, tại Đài quan sát Mauna Kea, Hawaii, Hoa Kỳ. Nó được đánh số 163, viết tắt KG và có 2015 - năm nó được khám phá.

## Đặc điểm vật lý
2015 KG63 có củng điểm là 30 AU hoặc hơn. Acgumen của cận điểm của nó bằng với một TNO khác, là 2014 FT28.